# روبيو كونور
روبيو كونور (بالهولندية: Rubio Connor)‏ (2 سبتمبر 1984 - ) هو لاعب كرة قدم هولندي في مركز الدفاع. شارك مع منتخب أروبا لكرة القدم.

## وصلات خارجية
- روبيو كونور على موقع قاعدة بيانات كرة القدم.إي يو (الإنجليزية)
- روبيو كونور على موقع ناشيونال فوتبول تيمز (الإنجليزية)